# Svećenički dom
Svećenički dom je kršćanska stambena građevina i ustanova. Glavna namjena mu je smještaj umirovljenih svećenika ili svećenika koji zbog bolesti moraju prekinuti službu. U njemu su apartmani i sobice namijenjene tim svećenicima, koje imaju radnu i spavaću sobu, kupaonicu, čajnu kuhinju, ponekad i balkon. Obično imaju i prostore za zajedničko okupljanje. Suvremeni domovi opremljeni su prostorima za rehabilitaciju. Korisnicima je osigurana hrana, medicinska njega, duhovni i rekreacijski prostor. Osim toga, svećenički dom može biti namijenjen i kao mjesto boravka i susreta svećenika koji još djeluju aktivno u različitim službama, radi omogućavanja njihova rasta u zajedništvu. Mogu i ne moraju biti u blizini pastoralnih centara, biskupija, župnih kuća, crkvi, svetišta, ordinarijata, vikarijata i dr. Suvremeni domovi u svojem sklopu radi samofinanciranja imaju garaže i poslovne prostore čiji se prihodi koriste za samo održavanje.